# República Autónoma Socialista Soviética de Abjasia
La República Autónoma Socialista Soviética de Abjasia (en ruso: Абхазская Aвтономная Советская Социалистическая Республика; en georgiano: აფხაზეთის ავტონომიური საბჭოთა სოციალისტური რესპუბლიკა; en abjasio: Аҧснытәи Автономтә Советтә Социалисттә Республика), fue una república autónoma de la antigua Unión Soviética dentro de la República Socialista Soviética de Georgia. Esta república autónoma existió desde 1931 hasta 1990. Fue la sucesora legal de la República Socialista Soviética de Abjasia y entró a formar parte de la RSS de Georgia y a través de ella en la República Socialista Federativa Soviética de Transcaucasia hasta 1931.
En 1990, Abjasia se proclamó República Socialista Soviética soberana. Cuando Georgia se manifestó sobre la salida de la Unión Soviética en la primavera de 1991, Abjasia expresó mediante referéndum su deseo de permanecer en la URSS, no participando en el referéndum sobre la independencia de Georgia. Abjasia intentó formar parte de la nueva unión, la Unión de Repúblicas Soviéticas Soberanas, cuya constitución fue frustrada por el intento de golpe de Estado en Rusia. Después de la formación de la Comunidad de Estados Independientes y la imposibilidad de llegar a un entendimiento con Georgia después de la guerra de Abjasia de 1992-1993; Abjasia solicitó la entrada como estado independiente de la CEI, sin éxito.
En la primavera de 1992, se incrementaron las diferencias entre los gobiernos abjasio y georgiano, principalmente en el tema constitucional: como respuesta a la resolución del Consejo Supremo de Georgia de reinstaurar la constitución georgiana de 1921, el Soviet Supremo de Abjasia decretó el retorno de la república a la constitución abjasia de 1925, que contenía una relación contractual entre Abjasia y Georgia. Las diferencias llevaron al estallido de la guerra de Abjasia, que costó más de 17.000 vidas y buena parte de la población desplazada, principalmente georgianos. No se consiguieron acuerdos de paz hasta abril de 1994 con la mediación de las Naciones Unidas.

## Historia

### Formación
La República Socialista Soviética de Abjasia (RSS de Abjasia) se había establecido en 1921 después de que el Ejército Rojo invadiera Georgia. La RSS de Abjasia, que se unió a la RSS de Georgia más tarde ese año como una "república por tratado", existió hasta 1931. Durante este tiempo se le concedió una considerable autonomía, en virtud de su estatus único en relación con Georgia. Sin embargo esto concernía a las autoridades soviéticas y georgianas, y se redujo a la de otras Repúblicas autónomas de la Unión Soviética. Así, el 19 de febrero de 1931, la RSS de Abjasia fue reformada como República Socialista Soviética Autónoma de Abjasia, totalmente bajo el control de Georgia, que a su vez era una república constituyente de la República Socialista Federativa Soviética de Transcaucasia (TSFSR).
La degradación de Abjasia no fue bien recibida por la población abjasia. La República Socialista Soviética de Abjasia tenía un grado considerable de autonomía, incluidos sus propios símbolos nacionales (una bandera y un escudo de armas) y unidades del ejército nacional, un derecho que sólo se otorgaba a las repúblicas plenas. También tenía su propia constitución, otro derecho que sólo se otorgaba a las repúblicas plenas. Cuando se reformó en la República Socialista Soviética de Abjasia, estallaron protestas en la región, la primera vez que se producían allí protestas a gran escala contra las autoridades soviéticas.

### Disolución

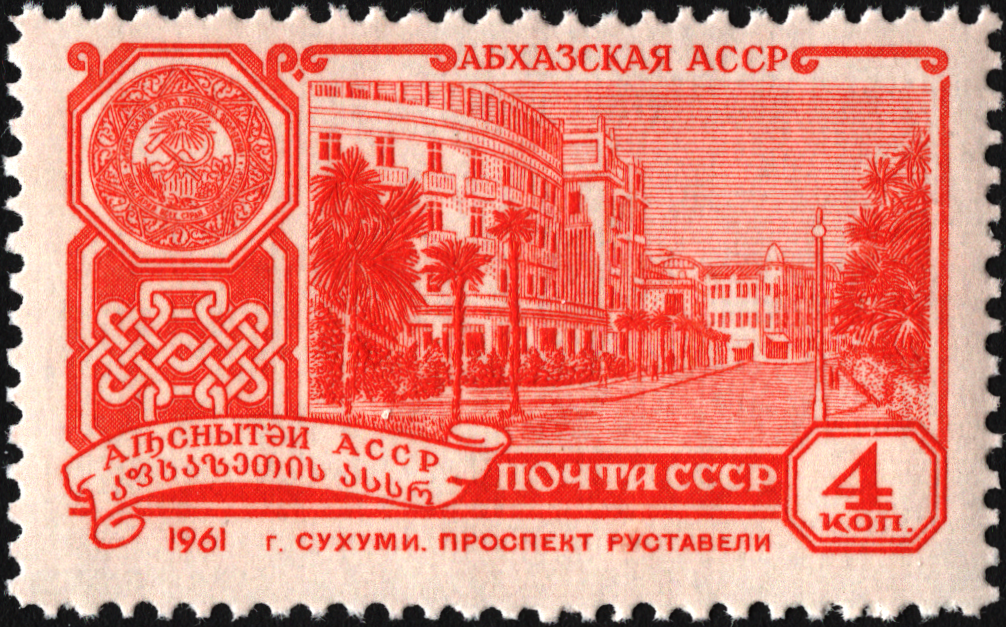
Sello de 1961 que muestra la avenida Rustaveli, Sujumi

La llegada de la perestroika permitió a los abjasios expresar su descontento con su situación en Georgia. En 1988, una carta firmada por dirigentes abjasios fue enviada a Mijail Gorbachov y a los dirigentes soviéticos. En ella se exponían las quejas de los abjasios y se sostenía que, a pesar de las concesiones de 1978, la autonomía había sido en gran medida ignorada en la región. Concluyó pidiendo que Abjasia fuera eliminada de la RSS de Georgia y que fuera restaurada como una república soviética completa, similar a la RSS de Abjasia. Esto fue seguido en marzo de 1989 con la Declaración de Lykhny, que fue un documento firmado por unas 37.000 personas. Esto condujo a protestas en Georgia, que culminaron en una gran manifestación antisoviética y proindependencia georgiana en Tbilisi el 9 de abril de 1989, que fue violentamente dispersada por tropas del Ministerio de Asuntos Internos soviético, lo que resultó en la muerte de veinte personas, en su mayoría mujeres jóvenes, y la Cientos de manifestantes resultaron heridos. La tragedia del 9 de abril eliminó los últimos vestigios de credibilidad del régimen soviético en Georgia y empujó a muchos georgianos a una oposición radical a la Unión Soviética, y exacerbó las tensiones étnicas entre los georgianos y otros grupos, en particular los abjasios y los osetios. Otros disturbios en Sujumi en oposición al establecimiento de una sucursal de la Universidad Estatal de Tiflis exacerbaron el nacionalismo abjasio.
La tensión en Abjasia siguió siendo alta y los abjasios ignoraron por completo la autoridad georgiana en la región. Esto se confirmó el 25 de agosto de 1990, cuando el Soviet Supremo de Abjasia aprobó una declaración, "Sobre la soberanía estatal de Abjasia", que otorgaba supremacía a las leyes abjasias sobre las georgianas. El Soviet Supremo también declaró que Abjasia era una república de unión plena dentro de la Unión Soviética.
La victoria de una coalición nacionalista en las elecciones parlamentarias georgianas de octubre de 1990 no hizo más que agravar los problemas, ya que el recién elegido presidente del Sóviet Supremo de Georgia, Zviad Gamsajurdia, manifestó abiertamente su deseo de reducir la autonomía de la población no georgiana del país. Sin embargo, en ese momento la autoridad georgiana había cesado efectivamente en Abjasia: Abjasia participó en el referéndum soviético de 1991 el 17 de marzo de 1991, que el resto de Georgia boicoteó, mientras que la población no georgiana de la región (junto con Osetia del Sur, otra región autónoma de Georgia), a su vez boicoteó el referéndum de independencia de Georgia de 1991.
En agosto de 1991 se llegó a un acuerdo para compartir el poder, dividiendo los distritos electorales por etnias, y las elecciones de 1991 se celebraron bajo este formato, aunque no duraron. Sin embargo, con el colapso del gobierno de Gamsajurdia en Georgia y los esfuerzos de Eduard Shevardnadze de deslegitimar a Gamsajurdia al no cumplir los acuerdos que firmó, y los deseos abjasios de utilizar la guerra civil georgiana en curso, se vino abajo. Así, el 23 de julio de 1992, el Sóviet Supremo abjasio restableció la constitución de 1925, que había llamado a Abjasia un Estado soberano, aunque uno en unión de tratado con Georgia. Georgia respondió militarmente el 14 de agosto, iniciando una guerra que duraría hasta septiembre de 1993, y que condujo al actual conflicto georgiano-abjasio.